# Rødøy
Rødøy is een gemeente in de Noorse provincie Nordland. De gemeente telde 1267 inwoners in januari 2017. De gemeente ligt op de noordpoolcirkel en omvat onder meer de eilanden Hestmannøy ("Paardenmaneiland") en Rødøyløva ("De Leeuw van Rødøy"), twee bekende herkenningspunten langs de Hurtigruten.
De rode rots van Rødøy die op een raadselachtige sfinx lijkt, is 444 meter hoog. Het dorpje aan de voet ervan gaf zijn naam aan deze uitgestrekte gemeente die naast talloze eilanden ook een deel van de Svartisengletsjer, de op een na grootste gletsjer van Noorwegen, omvat.
In de gemeente ligt een deel van Saltfjellet-Svartisen Nationaal Park.

## Geboren in Rødøy
- Hjalmar Andersen (1923 - 2013), schaatser

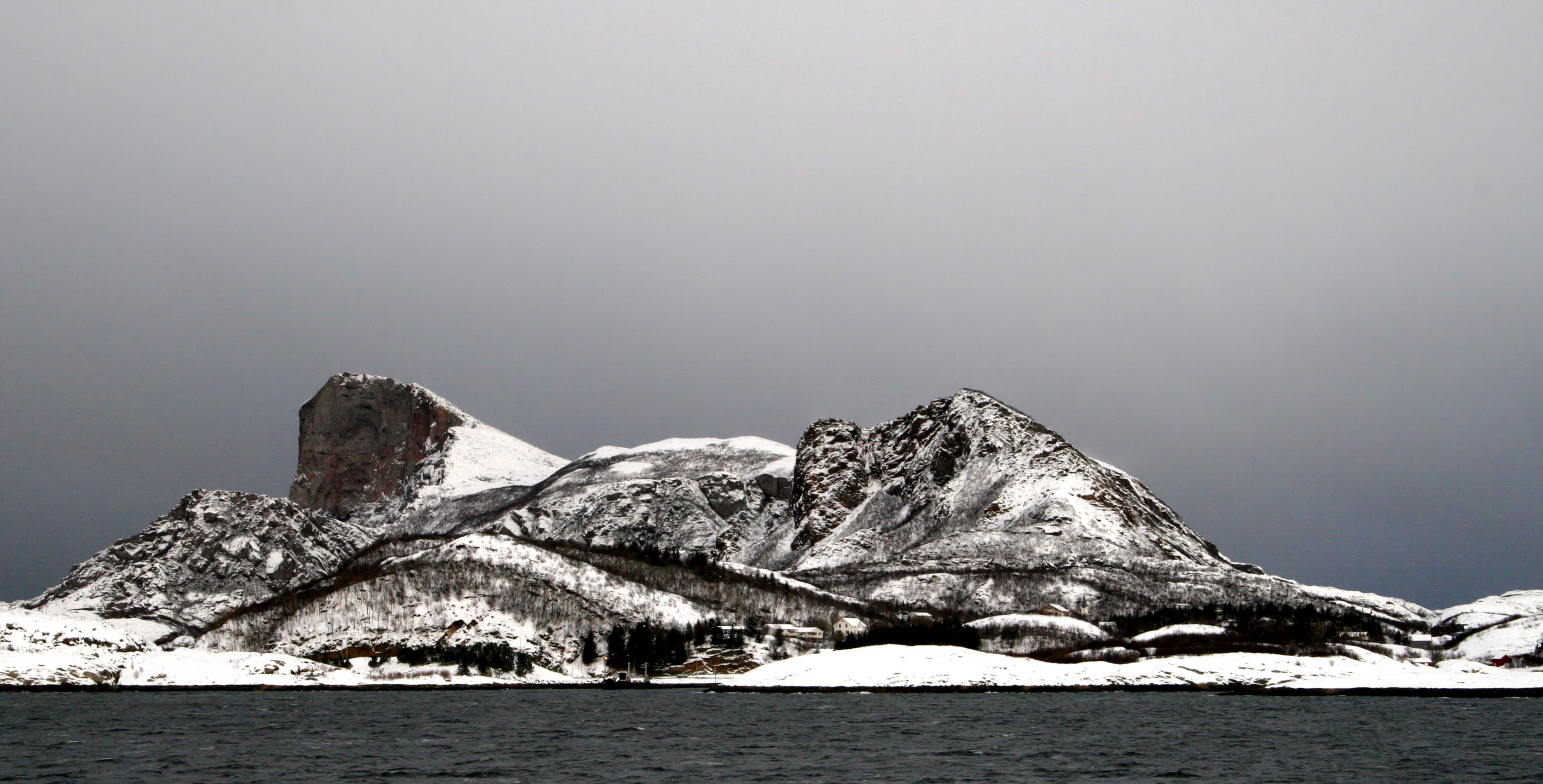
Rødøyløva

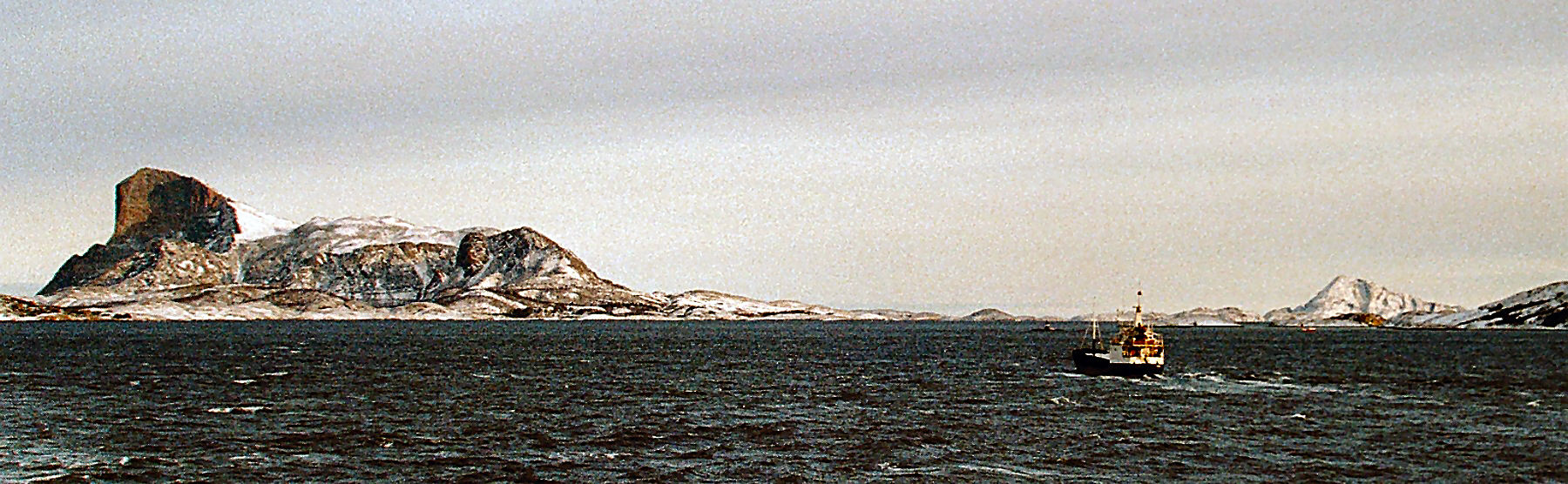
Rødøyløva

Alstahaug · Andøy · Beiarn · Bindal · Bø · Bodø · Brønnøy · Dønna · Evenes · Fauske · Flakstad · Gildeskål · Grane · Hadsel · Hamarøy · Hattfjelldal · Hemnes · Herøy · Leirfjord · Lødingen · Lurøy · Meløy · Moskenes · Narvik · Nesna · Øksnes · Rana · Rødøy · Røst · Saltdal · Sømna · Sørfold · Sortland · Steigen · Træna · Værøy · Vågan · Vefsn · Vega · Vestvågøy · Vevelstad

Fylker van Noorwegen